# Ивановский Перевоз
Ивановский Перевоз — деревня Ивняковского сельского поселения Ярославского района Ярославской области.

## География
Деревня находится на правом берегу реки Пахма в окружении сельскохозяйственных полей. Примерно в 800 метрах располагается устье реки Пахма, где она впадает в реку Которосль.

## История
В 2006 году деревня вошла в состав Ивняковского сельского поселения образованного в результате слияния Ивняковского и Бекреневского сельсоветов.

## Население
| 2007 | 2010 |
| ---- | ---- |
| 96   | ↘80  |

### Историческая численность населения
По состоянию на 1859 год в деревне было 34 дома и проживало 176 человек.
По состоянию на 1989 год в деревне проживало 132 человека.

### Национальный и гендерный состав
Согласно результатам переписи 2002 года, в национальной структуре населения русские составляли 100 % из 98 чел., из них 39 мужчин, 59 женщин.
Согласно результатам переписи 2010 года население составляют 37 мужчин и 43 женщины.

## Инфраструктура
Основа экономики — личное подсобное хозяйство. По состоянию на 2021 год большинство домов используется жителями для постоянного проживания и проживания в летний период. Вода добывается жителями из личных колодцев. Имеется таксофон (около дома №55).
Почтовое отделение №150507, расположенное в посёлке Ивняки, на март 2022 года обслуживает в деревне 93 дома.
Улицы — Радужная, Полевая. Проезды — 1-й, 2-й, 3-й, 4-й, 5-й, 6-й, 7-й, 8-й.

## Транспорт
Поворот к деревне, как и сама деревня располагается вблизи Юго-Западной окружной дороги (М8), между двух мостов через реку Которосль и реку Пахма.
В непосредственной близости находится остановка «Ивановский перевоз», через которую проходят маршруты №№ 108 15 микрорайон — Сады Южные, 117 ТРК Альтаир — Автовокзал, 154 Ярославль-Главный — Ширинье, 154к Ярославль-Главный — Ширинье (через Курбу).